# Liopsetta glacialis
Liopsetta glacialis е вид лъчеперка от семейство Pleuronectidae.

## Разпространение
Видът е разпространен в Канада, Норвегия, Русия, САЩ и Швеция.